# Шимак, Ян
Ян Ши́мак (чеш. Jan Šimák; 13 октября 1978, Табор, ЧССР) — чешский футболист, полузащитник.

## Карьера
В сборной дебютировал 21 августа 2002 года в товарищеском матче против сборной Словакии. Матч закончился со счётом 4:1 в пользу чехов. До сезона 2007/08 был ключевым игроком пражской «Спарты», но из-за проблем с дисциплиной был вынужден покинуть клуб. Летом 2008 года перешёл в «Штутгарт».
19 января 2010 года Шимак стал игроком «Майнца». Но всего спустя сезон во время летнего перерыва Ян Шимак подписал контракт с клубом «Карл Цейсс» из Йены.  
Летом 2012 года Шимак перешёл в чешский клуб «МАС Таборско».